# امارپور، نپال
امارپور، نپال (به لاتین: Amarpur, Nepal) یک منطقهٔ مسکونی در نپال است که در Lumbini Zone واقع شده‌است.

## خصوصیات
امارپور ۲٬۹۶۲ نفر جمعیت دارد.